# Tunah
Tunah is een bestuurslaag in het regentschap Tuban van de provincie Oost-Java, Indonesië. Tunah telt 5394 inwoners (volkstelling 2010).